# Willem Jacobsz.

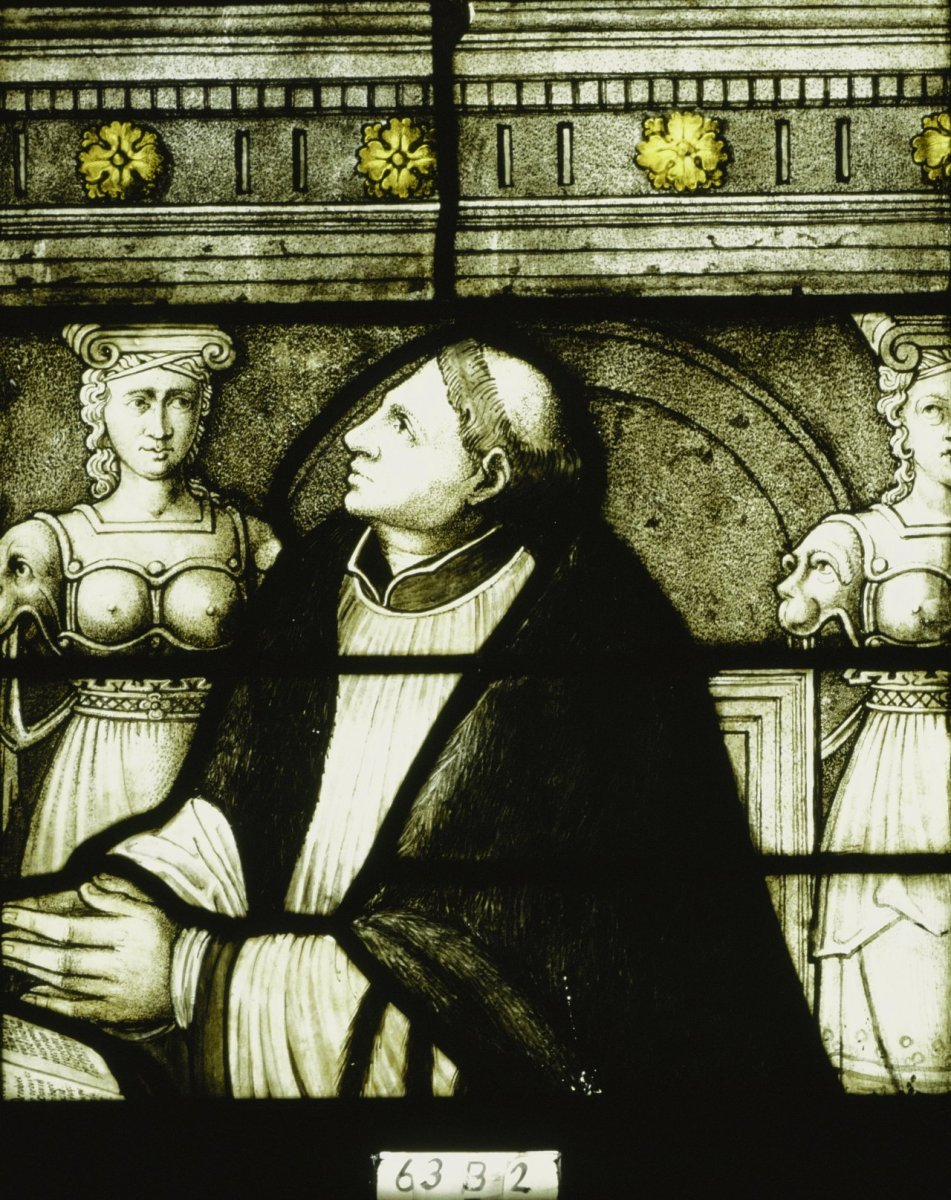
Willem Jacobsz. afgebeeld op een van de Goudse glazen

Willem Jacobsz. (overleden in 1573) was de laatste overste van het klooster van Sint-Marie op de Gouwe in de Noord-Nederlandse stad Gouda.

## Biografie
De kanunnik Willem Jacobsz. werd in 1554 overste of rector van het klooster van Sint Marie. Dit klooster is het meest welvarende klooster van Gouda geweest. Maar direct bij aanvang van het rectorschap van Willem Jacobsz. was het verval al zichtbaar. Hij rapporteerde in 1554 de dalende tendens in de inkomsten van het klooster. De overgang van de stad naar het prinsgezinde kamp in 1572 betekende het einde van het klooster. Willem Jacobsz. werd al voor de komst van de geuzenleider Lumey naar Gouda gevangengezet, maar toch weer vrijgelaten. Ternauwernood konden Gouwenaars voorkomen dat zijn klooster in vlammen opging.  Het kloostercomplex werd wel geplunderd onder leiding van "Maerten de kerkbreeker". Ook het leven van Willem Jacobsz. werd bedreigd. Volgens het dagboek van de prior van het nabijgelegen Regulierenklooster, Wouter Jacobsz. Maes, zou Willem Jacobsz op kerstavond 1572 in zijn huis zijn overvallen door "rabauwen", die hem dreigden op te hangen, maar hij wist aan hen te ontkomen. Willem Jacobsz. overleed kort daarna, in 1573 en daarmee kwam tevens een einde aan het rectoraat van dit Goudse klooster. Het kloostercomplex werd ontmanteld en deels bestemd om als opvang van melaatsen te dienen.
Omstreeks 1557 schonk Willem Jacobsz., als kloosteroverste, een gebrandschilderd glas ten behoeve van de kapel van het naburige Regulierenklooster aan de Raam te Gouda. De gebrandschilderde glazen van dit klooster werden in 1580 overgebracht naar de Goudse Sint-Janskerk. Sinds 1934 is dit een van de glazen in de Van der Vormkapel van deze kerk. Het betreft de voorstelling van de  Hemelvaart. Het glas is ontworpen door Dirk Crabeth en gemaakt door één of meer van zijn medewerkers. Willem Jacobsz. staat als schenker van dit glas aan de onderzijde afgebeeld.